# Guerra Civil do Nepal
A Guerra Civil do Nepal (chamada Guerra Popular no Nepal pelos maoístas)  foi um conflito entre o governo monárquico do Nepal, com os rebeldes maoístas do Partido Comunista do Nepal (Maoísta). Este último exigia a saída do rei e o estabelecimento de uma República no Nepal, de modo que o conflito começou em 13 de fevereiro de 1996. Este conflito iria durar 10 anos, durante os quais morreram mais de 17 000 pessoas.
De 1996 a 2006, de 100 a 150 mil pessoas fugiram de áreas de conflito para outras regiões, principalmente para a capital Kathmandu. Este conflito levou a uma transformação profunda e complexa da sociedade nepalesa. 
Em 21 de novembro de 2006, Pushpa Kamal Dahal finaliza em Katmandu, um acordo de paz com o primeiro-ministro Girija Prasad Koirala. Este acordo prevê o confinamento dos combatentes maoístas e sua futura integração no exército regular, o controle de armas anteriormente detidas pelos rebeldes e sua integração nas instituições regulares. A eleição de uma Assembleia Constituinte, sob os auspícios das Nações Unidas, também foi previsto para o final do ano de 2007. 